# 서울 미타사 감로도
미타사 감로도(彌陀寺 甘露圖)는 대한민국 서울특별시 성북구, 미타사에 있는 일제강점기의 불화이다. 2014년 7월 3일 서울특별시의 문화재자료 제58호로 지정되었다가, 2014년 7월 17일 제61호로 번호가 정정되었다.

## 지정사유
전체적으로 갈색조이고 밝은 주홍색이 선명한 것은 질이 떨어지는 합성안료의 영향이다. 명암법의 일종인 넓게 칠해진 독특한 요철법은 조선조 말(末) 중국에서 서양화법이 전래된 당시 화단의 경향을 반영한 것이다. 이와 같은 유형은 19세기 서울ㆍ경기지역에서 성행하던 감로왕도의 도상을 계승한 것으로, 특히 서울지역인 청룡사(1868), 개운사(1883), 미타사(옥수동, 1887), 지장사(1893), 봉원사(1905) 감로도와 비교할만 하다. 재를 지내는 행사 장면 위주로, 한 쌍의 아귀 규모가 줄어든 것은 1918년 당시 감로도의 경향을 나타낸 것이다. 저명한 수화승인 고산 축연 등이 조성한 이 불화는 잘 짜여진 구성 및 세부 묘사 등이 정교한 편이다.

## 조사보고서
대웅전에 봉안된 감로도는 금어인 고산 축연, 초암 세복에 의해 제작되어 1918년 7월 24일 미타사에 봉안되었다.
화면을 상ㆍ중ㆍ하단으로 구분하면 상단에는 칠여래 좌우로 관음보살, 인로왕보살ㆍ지장보살이 있으며, 중단인 의식단이 강조되었고 하단의 아귀는 매우 작게 묘사되어있다. 또한 이 화면을 대각선(⍁)으로 나눈다면 향 왼쪽은 불, 보살상의 내영장면과 재의식 광경이 주로 그려지고 향 오른쪽은 아귀를 중심으로 한 지옥과 세속장면이 나타나 있다.
정면향으로 늘어선 7불입상 등 각 형태는 도안화되었으며, 성반에는 번에 쓰여진 삼신불의 명칭이 돋보인다. 한 옆에 차일을 친 장소에서 우란분재를 올리는 승려들의 모습 등 재의식 장면이 부각되어 있다. 즉 행사를 기록화처럼 묘사하기 위해서 전대보다 더 많은 인물과 장면들로 화면을 채웠다.
전체적으로 갈색조이고 밝은 주홍색이 선명한 것은 질이 떨어지는 합성안료의 영향이다. 명암법의 일종인 넓게 칠해진 독특한 요철법은 조선조 말(末) 중국에서 서양화법이 전래된 당시 화단의 경향을 반영한 것이다.
이와 같은 유형은 19세기 서울ㆍ경기지역에서 성행하던 감로왕도의 도상을 계승한 것으로, 특히 서울지역인 청룡사(1868), 개운사(1883), 미타사(옥수동, 1887), 지장사(1893), 봉원사(1905) 감로도와 비교할만 하다. 재를 지내는 행사 장면 위주로, 한 쌍의 아귀 규모가 줄어든 것은 1918년 당시 감로도의 경향을 나타낸 것이다.
망자를 극락으로 천도하기 위한 재의식(齋儀式)인 반승(飯僧) 등이 부각된 감로도는 조선조에 대두된 불화로서 불전(佛殿)의 下壇인 靈壇에 모셔진다. 화기에 의하면 당시 미타사 주지인 승려 비구니 등에 의해 발원, 제작되었으며 당시 저명한 수화승인 고산 축연, 초암 세복이 참가했음을 알 수 있다.
저명한 수화승인 고산 축연 등이 조성한 이 불화는 잘 짜여진 구성 및 세부 묘사 등이 정교한 편이므로, 서울시 문화재자료로 지정하여 보호함이 타당하다고 판단된다.

## 참고 자료
- 서울 미타사 감로도 - 국가유산청 국가유산포털